# Kîreakivka
Kîreakivka (în ucraineană Кир'яківка) este localitatea de reședință a comunei Kîreakivka din raionul Mîkolaiiv, regiunea Mîkolaiiv, Ucraina.

## Demografie
Componența lingvistică a localității Kîreakivka
     Ucraineană (88,23%)
     Rusă (11,37%)
     Alte limbi (0,32%)
Conform recensământului din 2001, majoritatea populației localității Kîreakivka era vorbitoare de ucraineană (88,23%), existând în minoritate și vorbitori de rusă (11,37%).